# Ancylis ancorata
Ancylis ancorata is een vlinder uit de familie van de bladrollers (Tortricidae). De wetenschappelijke naam van de soort is voor het eerst geldig gepubliceerd in 1912 door Edward Meyrick.

## Type
- lectotype: "female"
- instituut: BMNH, Londen, Engeland
- typelocatie: "Ceylon [Sri Lanka], Kegalle"